# 5737 Itoh
5737 Itoh è un asteroide della fascia principale. Scoperto nel 1989, presenta un'orbita caratterizzata da un semiasse maggiore pari a 2,5285700 UA e da un'eccentricità di 0,2149030, inclinata di 5,83737° rispetto all'eclittica.